# Latour-en-Woëvre
Latour-en-Woëvre è un comune francese di 70 abitanti situato nel dipartimento della Mosa nella regione del Grand Est.

## Società

### Evoluzione demografica
Abitanti censiti